# Haarby
Haarby (en danés: Hårby) es una localidad situada en el municipio de Assens, en la región de Dinamarca Meridional (Dinamarca), con una población estimada a principios de 2018 de unos 2481 habitantes.
Se encuentra ubicada en el oeste de la isla de Fionia, junto a la costa del mar Báltico.